# .ug
.ug – domena internetowa przypisana od roku 1995 do Ugandy i administrowana przez Uganda Online.

## Domeny drugiego poziomu
- co.ug - podmioty komercyjne
- ac.ug - uczelnie akademickie
- sc.ug - podstawowe, średnie i niższe gałęzie edukacyjne
- go.ug - agencje rządowe
- ne.ug - dostawcy sieci
- or.ug - instytucje rządowe
- org.ug - instytucje rządowe
- com.ug - podmioty komercyjne